# Philornis sperophila
Philornis sperophila är en tvåvingeart som först beskrevs av Townsend 1895.  Philornis sperophila ingår i släktet Philornis och familjen husflugor.
Artens utbredningsområde är Jamaica. Inga underarter finns listade i Catalogue of Life.